# Karel Brückner
Karel Brückner (* 13. November 1939 in Olmütz, Protektorat Böhmen und Mähren) ist ein ehemaliger tschechischer Fußballspieler und -trainer.
Von 2001 bis 2008 war er Cheftrainer der tschechischen Nationalmannschaft, mit der er 2004 das Halbfinale der Europameisterschaft erreichte. Danach betreute Brückner das österreichische Nationalteam.

## Spielerkarriere
Brückner begann als Stürmer und offensiver Mittelfeldspieler bei Sigma Olomouc. 1965 wechselte er zu Baník Ostrava, kam dort aber nur in der B-Mannschaft in der zweiten tschechoslowakischen Liga zum Einsatz. Nach nur einer Saison ging der Angreifer zurück nach Olmütz, wo er 1974 seine Spielerlaufbahn beendete und sofort auf den Trainerposten wechselte.

## Trainerkarriere
Schon im ersten Jahr unter Brückner stieg die Mannschaft aus der vierten in die dritte Liga auf. Dank einer Reorganisation des tschechoslowakischen Fußballs war Sigma Olomouc 1977 dann schon zweitklassig. Brückner wechselte 1979 zu Železárny Prostějov und führte das Team sofort von der dritten in die zweite Liga. Dort wurde die Mannschaft auf Anhieb Fünfter. Die guten Ergebnisse verschafften Brückner 1981 die ersten Anstellung in der höchsten Spielklasse. Mit FC Zbrojovka Brno wurde er 1981/82 Elfter, in der Folgesaison musste er in der Winterpause allerdings gehen.
Er kehrte im Sommer 1983 nach Olmütz zurück. Sigma war in der Zwischenzeit in die 1. Liga auf-, aber umgehend wieder abgestiegen. Brückner erhielt die Aufgabe, den unmittelbaren Wiederaufstieg zu realisieren, ein Vorhaben, das in beeindruckender Manier gelang. In der Spielzeit 1984/85 wurde der Aufsteiger Sechster, ein Jahr später sogar Vierter, wodurch sich die Mannschaft für den UEFA-Pokal qualifizierte – es war der bis dahin größte Erfolg der Vereinsgeschichte.
Nach vier Jahren hatten sich Brückners Methoden allerdings abgenutzt. In der Saison 1986/87 belegte die Mannschaft nur noch Rang 14. Brückner, der nicht freiwillig zurücktreten wollte, wurde von der Vereinsführung entlassen. Es folgten drei jeweils nur einjährige Engagements. Zunächst als Trainer der tschechoslowakischen U21-Auswahl, 1988/89 beim damaligen Zweitligisten ZVL Žilina und 1989/90 wieder in der 1. Liga bei TJ Vítkovice.
Im Sommer 1990 kehrte Brückner zum zweiten Mal in seiner Trainerlaufbahn zu Sigma Olomouc zurück. Er führte die Mannschaft auf Platz drei und erneut in den UEFA-Cup. Dort scheiterte die Mannschaft 1991/92 erst im Viertelfinale an Real Madrid. In der Liga folgte abermals der dritte Platz und wiederum die Teilnahme am UEFA-Pokal.
Im September 1993 war Brückners dritte Amtszeit in Olmütz zu Ende. Anfang 1994 übernahm er Petra Drnovice musste aber im Oktober 1994 schon wieder seinen Hut nehmen. In der Rückrunde der Saison 1994/95 trainierte er den slowakischen Erstligisten Inter Bratislava. Anschließend heuerte Brückner abermals in Olomouc an und führte die Mannschaft 1995/96 zur tschechischen Vizemeisterschaft. Die Folgesaison war aber weniger erfolgreich. Im UEFA-Pokal kam noch in der Qualifikationsrunde gegen Hutnik Kraków das Aus, in der Liga belegte die Mannschaft nur Rang acht.
Im Sommer 1997 wechselte Brückner zum Tschechischen Verband und betreute vier Jahre lang die U21-Nationalmannschaft. Ab 1998 war er außerdem auch Assistent von Nationaltrainer Jozef Chovanec, den er 2001 selbst beerbte.
Er wurde Nationaltrainer, als die tschechische Mannschaft in der Qualifikation zur WM 2002 scheiterte. Brückner verpasste seitdem mit Tschechien kein großes Turnier (EM 2004 und EM 2008) und führte die Mannschaft zeitweise auf den 2. Platz der FIFA-Weltrangliste. Unter ihm nahm Tschechien zum ersten Mal seit der Gründung des Tschechischen Fußballverbands an einem Weltmeisterschaftsturnier teil (WM 2006). Trotz des unerwarteten Ausscheidens bereits in der Vorrunde, wurde Brückners Vertrag von Tschechiens Fußball-Verband danach um zwei weitere Jahre verlängert, um ihm Gelegenheit zu geben, seine Mannschaft in die Qualifikation zur Fußball-Europameisterschaft 2008 zu führen. Nach dem Ausscheiden in der EM-Vorrunde wurde bekannt, dass Brückner zukünftig die tschechische Auswahl nicht mehr trainieren wird.
Von Sommer 2008 bis Frühjahr 2009 war Brückner Teamchef der Österreichischen Nationalmannschaft, schaffte dort allerdings nur einen Sieg und zwei Unentschieden bei vier Niederlagen.
Nach seinem Engagement beim ÖFB-Team beendete Brückner aus gesundheitlichen Gründen seine Trainerkarriere.
Karel Brückners Spitzname lautet wegen seiner äußeren Erscheinung Klekih-petra („Weißer Vater“, eine Romanfigur von Karl May).

## ÖFB-Länderspiele unter Teamchef Karel Brückner
Legende
- H = Heimspiel
- A = Auswärtsspiel
- * = Spiel auf neutralem Platz
- grüne Hintergrundfarbe = Sieg Österreichs
- gelbe Hintergrundfarbe = Unentschieden
- rote Hintergrundfarbe = Niederlage

| Spiele | Siege | Remis | Niederlagen | Tore | TD |
| ------ | ----- | ----- | ----------- | ---- | -- |
| 7      | 1     | 2     | 4           | 9:15 | −6 |

| Nr. | Datum      | Ergebnis | Gegner     |   | Austragungsort    | Anlass                | Bemerkung                                |
| --- | ---------- | -------- | ---------- | - | ----------------- | --------------------- | ---------------------------------------- |
| 676 | 20.08.2008 | 2:2      | Italien    | * | Nizza (FRA)       |                       | Erstes Länderspiel unter Karel Brückner  |
| 677 | 06.09.2008 | 3:1      | Frankreich | H | Wien              | WM 2010-Qualifikation |                                          |
| 678 | 10.09.2008 | 0:2      | Litauen    | A | Marijampolė (LTU) | WM 2010-Qualifikation |                                          |
| 679 | 11.10.2008 | 1:1      | Färöer     | A | Tórshavn (FRO)    | WM 2010-Qualifikation |                                          |
| 680 | 15.10.2008 | 1:3      | Serbien    | H | Wien              | WM 2010-Qualifikation | Erstes Länderspiel gegen Serbien         |
| 681 | 19.11.2008 | 2:4      | Türkei     | H | Wien              |                       |                                          |
| 682 | 11.02.2009 | 0:2      | Schweden   | H | Graz              |                       | Letztes Länderspiel unter Karel Brückner |